# Enrique Giaverini
Enrique Giaverini (* 20. Dezember 1908; † unbekannt) war ein chilenischer Boxer.

## Werdegang
Enrique Giaverini nahm an den Olympischen Sommerspielen 1936 in Berlin teil. In seinem Erstrundenkampf unterlag er im Weltergewichtsturnier dem Dänen Gerhard Pedersen.